# Сады (поэма)
«Сады» (фр. Les jardins) — описательная поэма французского писателя-классициста Жака Делиля, опубликованная в 1782 году (в 1801 году вышла в расширенной редакции). Стала проявлением распространённого в ту эпоху увлечения устройством парков, её создание было приурочено к празднику в Трианоне в честь графа и графини Северных (впоследствии российской императорской четы Павла I и Марии Фёдоровны). Имела огромный успех, много раз переиздавалась.